# Klingenberg am Main
Klingenberg am Main er en by i Landkreis Miltenberg i Regierungsbezirk Unterfranken i den tyske delstat Bayern.

## Geografi
Byen ligger ved grænsen til delstaten Hessen ved floden Main og består af den gamle by Klingenberg og de to, i 1976 indlemmede landsbyer Trennfurt og Röllfeld. Klingenberg og Röllfeld ligger på mains højre bred ved Mittelgebirgeområdet Spessart , mens Trennfurt ligger på Mains venstre bred, og grænser op til Odenwald og Geo-Naturpark Bergstraße-Odenwald.
Markant er vinbjergene ovenfor Klingenberg med sine stejle teresser, Hohberg (i retning mod Erlenbach) og slotsbjerget (i retning Großheubach), hvor blandt andet den kendte Klingenberger rødvin bliver produceret.
Klingenberg har i bydelen Trennfurt, en station på Maintalbahn der kører på strækningen Aschaffenburg-Miltenberg-Wertheim.
Klingenberg ligger 12 km fra Miltenberg, 28 km fra Aschaffenburg og 67 km fra Frankfurt am Main og er som resten af Bayerske Untermain – en del af Rhein-Main-området (Rhein-Main-Gebiet).
Nabokommuner er med nord Erlenbach (på Klingenbergs Mainbred) og Wörth (på Trennfurts Mainbred), mod øst Spessartkommunerne Mönchberg og Röllbach, mod syd Großheubach (på Klingenbergs Mainbred) og Laudenbach (på Trennfurts Mainbred) og mod vest den hessiske Odenwaldkommune Lützelbach, som man dog kun kan kan nå via Wörth.
- Vinterresser ved Clingenburg
- Clingenburg
- Clingenburg

- Stadtschloss
- Udsigtstårn
- Aftenstemning i Klingenberg